# Solus Christus

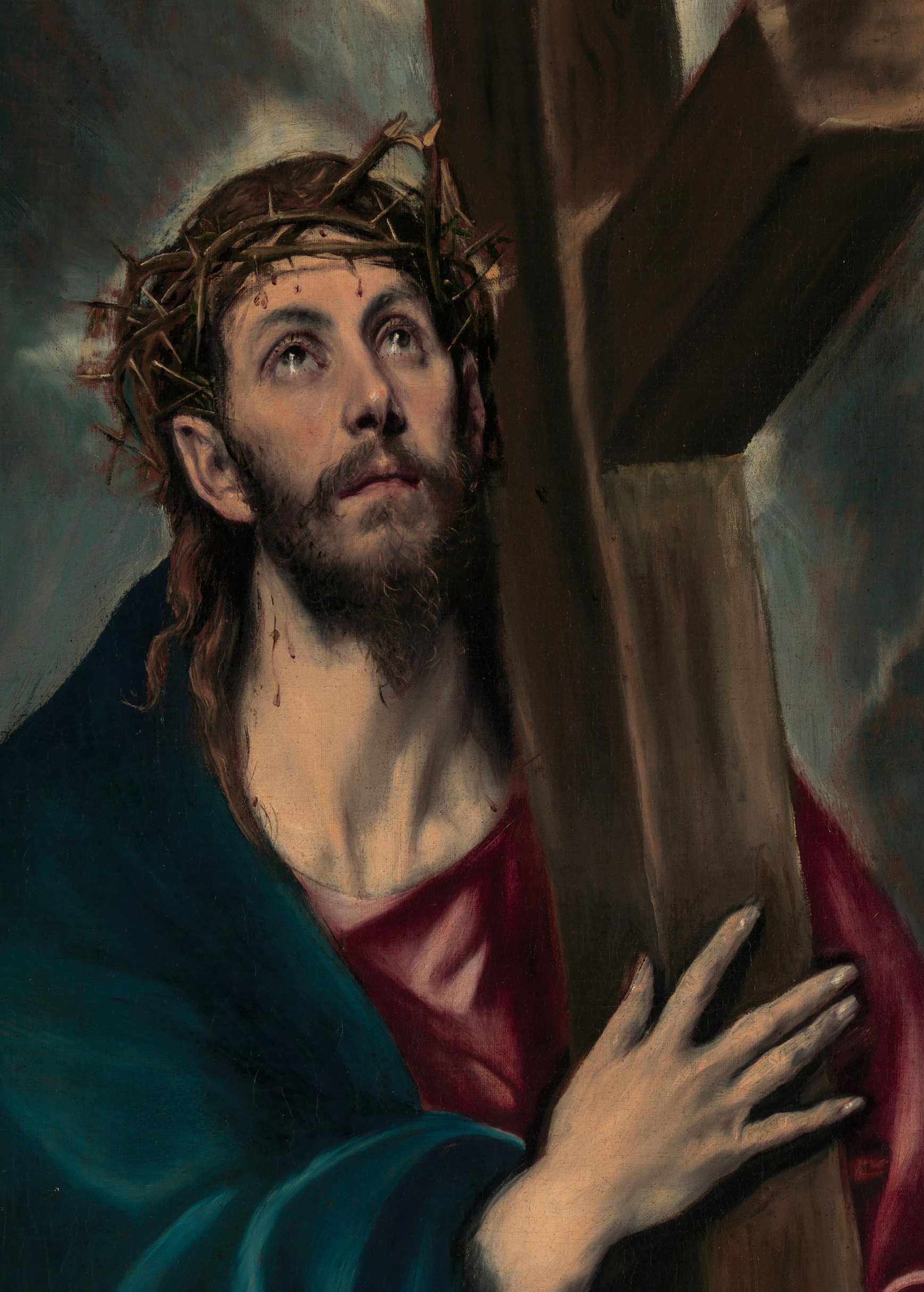
W protestantyzmie Jezus Chrystus uznawany jest nie tylko za jedynego Zbawiciela, ale również za jedynego Pośrednika i Orędownika (Chrystus niosący krzyż El Greco)

Solus Christus (łac. jedynie Chrystus) – doktryna chrześcijańska, sformułowana przez Marcina Lutra, obowiązująca we wszystkich kościołach protestanckich. Nauka ta głosi, że Jezus Chrystus jest jedynym pośrednikiem (orędownikiem) między Bogiem a człowiekiem, odrzuca zatem możliwość i konieczność występowania innych pośredników. 
Z tego powodu w protestantyzmie nie praktykuje się kultu świętych oraz kultu maryjnego. Odrzuca się także wstawiennictwo świętych, uważając, iż tylko Jezus (jako hipostatycznie zjednoczony Bóg z człowiekiem), może pośredniczyć między nimi obojgiem. Doktryna solus Christus wpływa również na soteriologię wyznań wywodzących się z Reformacji, odrzucają one bowiem możliwość jakiegokolwiek wpływu na zbawienie człowieka przez innych ludzi, zarówno żyjących, jak i zmarłych.
Drugi aspekt tej nauki dotyczy działalności i organizacji Kościoła. Po pierwsze: w protestantyzmie za jedyną głowę Kościoła chrześcijańskiego uznawany jest Jezus Chrystus, odrzuca się tym samym zwierzchnictwo papieża. Po drugie: duchowny w kościołach protestanckich nie spełnia funkcji kapłana, lecz pastora (duszpasterza), ministra ustanowień Chrystusowych oraz kaznodziei, co wiąże się z zasadą powszechnego kapłaństwa wszystkich wierzących.

## Biblijne podstawy doktryny
„10To niech wam wszystkim i całemu ludowi izraelskiemu wiadome będzie, że stało się to w imieniu Jezusa Chrystusa Nazareńskiego [...] 12I nie ma w nikim innym zbawienia; albowiem nie ma żadnego innego imienia pod niebem, danego ludziom, przez które moglibyśmy być zbawieni”. Dzieje Apostolskie 4:10.12, Biblia warszawska
„5Albowiem jeden jest Bóg, jeden też pośrednik między Bogiem a ludźmi, człowiek Chrystus Jezus”. 1. List do Tymoteusza 2:5, Biblia warszawska
„6Odpowiedział mu Jezus: Ja jestem droga i prawda, i żywot, nikt nie przychodzi do Ojca, tylko przeze mnie”. Ewangelia Jana 14:6, Biblia warszawska
„15Lecz abyśmy, będąc szczerymi w miłości, wzrastali pod każdym względem w niego, który jest Głową, w Chrystusa”. List do Efezjan 4:15, Biblia warszawska
„25Dlatego też może na zawsze zbawić tych, którzy przez Niego przystępują do Boga, bo żyje zawsze, aby się wstawiać za nimi”. List do Hebrajczyków 7:25, Biblia warszawska
„15-16Nie mamy bowiem Arcykapłana, który by nie mógł współczuć ze słabościami naszymi, lecz doświadczonego we wszystkim, podobnie jak my, z wyjątkiem grzechu. Przystąpmy tedy z ufną odwagą do tronu łaski, abyśmy dostąpili miłosierdzia i znaleźli łaskę ku pomocy w stosownej porze”. List do Hebrajczyków 4:15-16, Biblia warszawska
„1-2Dzieci moje, to wam piszę, abyście nie grzeszyli. A jeśliby kto zgrzeszył, mamy orędownika u Ojca, Jezusa Chrystusa, który jest sprawiedliwy. On ci jest ubłaganiem za grzechy nasze, a nie tylko za nasze, lecz i za grzechy całego świata”. 1 List Jana 2:1-2, Biblia warszawska
„16-18Bo przecież ujmuje się On nie za aniołami, lecz ujmuje się za potomstwem Abrahama. Dlatego musiał we wszystkim upodobnić się do braci, aby mógł zostać miłosiernym i wiernym Arcykapłanem przed Bogiem dla przebłagania Go za grzechy ludu. A że sam przeszedł przez cierpienie i próby, może dopomóc tym, którzy przez próby przechodzą”. List do Hebrajczyków 2:16-18, Biblia warszawska